# Kriegsgefangenen-Bezirks-Kommandant
Der Kriegsgefangenen-Bezirks-Kommandant war eine Dienststelle des Heeres der Wehrmacht während des Zweiten Weltkrieges. 
Für die Unterbringung der Kriegsgefangenen des Zweiten Weltkrieges waren sowohl das Oberkommando der Wehrmacht (OKW) als auch das Oberkommando des Heeres (OKH) zuständig. Sämtliche Gefangenenlager im Deutschen Reich und im Gebiet der Wehrmachtsbefehlshaber unterstanden dem OKW (OKW-Bereich), während für die Lager im Operationsgebiet der „Generalquartiermeister im Generalstab des Heeres“ zuständig war (OKH-Bereich).
Dem Generalquartiermeister beigestellt waren die jeweiligen Befehlshaber des rückwärtigen Heeresgebietes (Berück), welche einen Kommandeur der Kriegsgefangenen unterstellt hatten. Die Kommandeure der Kriegsgefangenen waren den jeweiligen Wehrkreisen zugewiesen. Dem Kommandeur der Kriegsgefangenen waren später sogenannte Kriegsgefangenen-Bezirks-Kommandanten (Kgf.Bez.Kdt.) zugeteilt.
Die Kriegsgefangenen-Bezirks-Kommandanten, auch Kriegsgefangenen-Bezirkskommandanten, waren als Verwaltungsebene zwischen dem Kommandeur der Kriegsgefangenen und den Lagern eingerichtet worden, nachdem die Wehrmacht Ende 1940 durch die schnellen Geländegewinne eine große Anzahl von Kriegsgefangenen verzeichnen konnte. Dabei wurde die alphabetische Reihenfolge für Gebiete von Nord nach Süd verwendet.

## Kriegsgefangenen-Bezirks-Kommandant A
Am 18. Dezember 1940 wurde in Frankreich bei Orléans der Kriegsgefangenen-Bezirks-Kommandant A eingerichtet. Dies erfolgte durch die Umbenennung des Kriegsgefangenen-Bezirks-Kommandanten V. Mit Verfügung vom 8. November 1943 wurde die Dienststelle am 3. Januar 1944 aufgelöst.
Die Unterstellung erfolgte unter den Militärbefehlshaber in Frankreich. Am 21. Februar 1941 wechselte die Unterstellung direkt unter das OKW (Bad Orb). Es folgten weitere Wechsel der Unterstellungen:
- ab 25. März 1941 Militärmission Rumänien (Bukarest)
- ab 16. Oktober 1941 Oberquartiermeister Schwarzes Meer
- ab 9. April 1942 Heeresgebiet Mitte (Lepel)
- ab 23. April 1943 9. Armee
- ab 25. September 1932 2. Armee

## Kriegsgefangenen-Bezirks-Kommandant B
Der Kriegsgefangenen-Bezirks-Kommandant B wurde Ende 1940/Anfang 1941 in Frankreich durch die Umbenennung des Kriegsgefangenen-Bezirks-Kommandanten IV gebildet. Mit Verfügung vom 12. November 1943 wurde die Dienststelle am 21. Januar 1944 aufgelöst.
Die Unterstellung erfolgte unter den Militärbefehlshaber in Frankreich. Es folgten weitere Wechsel der Unterstellungen:
- ab 20. März 1941 OKW
- ab 29. Juli 1941 Wehrkreis I
- 20. November 1942 Heeresgruppe Mitte (Wjasma) beim Kommandeur der Kriegsgefangenen im Operationsgebiet III

Kriegsgefangenen-Bezirks-Kommandant B war von Ende Juli 1941 bis März 1942 der Oberst Arnold von Thadden, welcher vorher Kriegsgefangenen-Bezirks-Kommandant O war.

## Kriegsgefangenen-Bezirks-Kommandant C
Der Kriegsgefangenen-Bezirks-Kommandant C wurde am 20. Dezember 1941 in Frankreich durch die Umbenennung des Kriegsgefangenen-Bezirks-Kommandanten I gebildet. Ab 11. März 1941 war die Dienststelle in Ostpreußen eingesetzt. Am 1. Juli 1942 erfolgte die Umgliederung zum Kommandeur der Kriegsgefangenen im Operationsgebietes IV.
Die Unterstellung erfolgte unter den Militärbefehlshaber in Frankreich (Amiens). Ab 1. Juni 1941 war die Unterstellung unter die Heeresgruppe Nord (Riga, später Petseri).

## Kriegsgefangenen-Bezirks-Kommandant D
Der Kriegsgefangenen-Bezirks-Kommandant D wurde Ende 1940/Anfang 1941 in Frankreich durch die Umbenennung des Kriegsgefangenen-Bezirks-Kommandanten VI, welche vorher Kommandant der Kriegsgefangenen im Lagerbereich D gewesen war, gebildet. Am 1. April 1942 wurde die Dienststelle aufgelöst.
Die Unterstellung folgte unter den Militärbefehlshaber in Frankreich.

## Kriegsgefangenen-Bezirks-Kommandant E
Der Kriegsgefangenen-Bezirks-Kommandant E wurde am 18. November 1940 in Frankreich durch die Umbenennung des Kriegsgefangenen-Bezirks-Kommandanten III, welche vorher Kommandant der Kriegsgefangenen im Lagerbereich E gewesen war, gebildet. Am 1. Februar 1944 wurde die Dienststelle aufgelöst.
Die Unterstellung erfolgte unter den Militärbefehlshaber in Frankreich. Es folgten weitere Wechsel der Unterstellungen:
- ab 26. April 1941 2. Armee
- ab 1. Juni 1941 Militärbefehlshaber in Serbien (Belgrad)
- ab 24. Juli 1941 Heeresgebiet Süd
- ab 18. Juni 1942 2. Armee (Korück 580)
- ab 17. August 1942 Heeresgruppe B
- ab 9. November 1942 Heeresgruppe Don
- ab 12. März 1943 6. Armee
- ab 23. November 1943 Oberbefehlshaber Südost bei der Heeresgruppe F

## Kriegsgefangenen-Bezirks-Kommandant F
Der Kriegsgefangenen-Bezirks-Kommandant F wurde am 6. September 1940 aus dem Kriegsgefangenen-Bezirks-Kommandanten O gebildet. Seit 17. September 1940 war die Dienststelle in Brüssel und blieb über das Bestehen auch dort angesiedelt. Die Unterstellung erfolgte unter den Militärbefehlshaber in Frankreich.
Am 5. April 1941 wurde die Dienststelle zum Kommandant der Kriegsgefangenen z. b. V. im Wehrkreis III.

## Kriegsgefangenen-Bezirks-Kommandant G
Der Kriegsgefangenen-Bezirks-Kommandant G wurde am 18. Dezember 1940 in Frankreich aus dem Kriegsgefangenen-Bezirks-Kommandanten II gebildet. Die Unterstellung erfolgte unter den Militärbefehlshaber in Frankreich und ab 20. Januar 1942 zum Heeresgebiet Süd.
Am 1. Juli 1942 wurde die Dienststelle Kommandant der Kriegsgefangenen im Operationsgebiet II.

## Kriegsgefangenen-Bezirks-Kommandant H
Der Kriegsgefangenen-Bezirks-Kommandant H wurde am 28. August 1940 in Frankreich als Kriegsgefangenen-Bezirks-Kommandanten VIII aus dem Stalag Holland A gebildet. Die Unterstellung erfolgte unter den Militärbefehlshaber in Frankreich. Es folgten weitere Wechsel der Unterstellungen:
- ab 18. Oktober 1940 OKW in Warschau
- ab 28. November 1941 Wehrmachtsbefehlshaber Ostland
- ab 20. November 1943 Kommandant des Kriegsgefangenenwesens Operationsgebiet IV bei der Heeresgruppe Nord

## Kriegsgefangenen-Bezirks-Kommandant J
Der Kriegsgefangenen-Bezirks-Kommandant J wurde am 19. Juli 1940 in Frankreich als Kriegsgefangenen-Bezirks-Kommandanten IX gebildet. Die Unterstellung erfolgte unter den Militärbefehlshaber in Frankreich, ging dann am 1. April 1941 zum OKH und ab dem 29. Juni 1941 zum Befehlshaber des rückwärtigen Heeresgebietes Mitte.
Am 18. Juni 1942 wurde aus der Dienststelle der Kommandant der Kriegsgefangenen im Operationsgebiet III.
Kriegsgefangenen-Bezirks-Kommandant J war von Juni 1941 für ein Jahr der Oberst Otto Marschall, welcher anschließend bis 1944 Kriegsgefangenen-Bezirks-Kommandant S war.

## Kriegsgefangenen-Bezirks-Kommandant K
Der Kriegsgefangenen-Bezirks-Kommandant K wurde am 17. Juli 1940 in Frankreich als Kriegsgefangenen-Bezirks-Kommandanten X gebildet. Die Unterstellung erfolgte unter den Militärbefehlshaber in Frankreich. 1944 ging die Dienststelle nach Italien und wurde Ende 1944 aufgelöst.

## Kriegsgefangenen-Bezirks-Kommandant L
Der Kriegsgefangenen-Bezirks-Kommandant L wurde am 29. August 1940 in Ulm als Kriegsgefangenen-Bezirks-Kommandanten IX gebildet. Die Unterstellung erfolgte unter den Militärbefehlshaber in Frankreich, kam dann ab 10. Januar 1941 zum Wehrmachtsbefehlshaber Ostland zum Einsatz in Kauen. Ab Mitte Januar 1944 war die Dienststelle zur Auflösung in Leobschütz. Am 5. Februar 1944 folgte hier die Auflösung.

## Kriegsgefangenen-Bezirks-Kommandant M
Der Kriegsgefangenen-Bezirks-Kommandant M wurde am 30. August 1940 in Bordeaux aus dem Kriegsgefangenen-Bezirks-Kommandanten XII gebildet, welcher am 24. Juli 1940 im Wehrkreis VI aufgestellt worden war. Die Unterstellung erfolgte unter den Militärbefehlshaber in Frankreich, stand dann ab 31. März 1941 zur Verfügung des OKW und dann ab 22. April 1941 im Generalgouvernement unter dem dortigen Kommandanten der Kriegsgefangenen z. b. V. Ab dem 25. November 1942 war der Kriegsgefangenen-Bezirks-Kommandant M dann bei der Heeresgruppe Mitte unter dem Kommandanten der Kriegsgefangenen im Operationsgebiet III, dem ehemaligen Kriegsgefangenen-Bezirks-Kommandant J.
Am 30. November 1943 wurde die Dienststelle aufgelöst.

## Kriegsgefangenen-Bezirks-Kommandant N
Der Kriegsgefangenen-Bezirks-Kommandant N wurde am 31. August 1942 durch den Wehrkreis X aufgestellt. Die Unterstellung erfolgte unter den Militärbefehlshaber Paris. Ab 2. Februar 1941 war die Dienststelle dann dem Heeresgebiet Süd zugewiesen.

## Kriegsgefangenen-Bezirks-Kommandant Norwegen
Der Kriegsgefangenen-Bezirks-Kommandant Norwegen wurde am 20. September 1942 durch den Wehrkreis I aufgestellt. Die Unterstellung erfolgte unter den Wehrmachtsbefehlshaber Norwegen in Oslo.

## Kriegsgefangenen-Bezirks-Kommandant O
Der Kriegsgefangenen-Bezirks-Kommandant O wurde am 30. April 1941 durch den Wehrkreis III aufgestellt. Der Einsatzort war wahrscheinlich Lemberg. Am 11. Mai 1944 wurde die Dienststelle wieder in den Wehrkreis III verlegt und aufgelöst.
Kriegsgefangenen-Bezirks-Kommandant O war von Juni 1941 bis Ende Juli 1941 der Oberst Arnold von Thadden, welcher anschließend bis März 1942 Kriegsgefangenen-Bezirks-Kommandant B war.

## Kriegsgefangenen-Bezirks-Kommandant P
Der Kriegsgefangenen-Bezirks-Kommandant P wurde am 30. April 1941 durch den Wehrkreis VI aufgestellt. Die Unterstellung erfolgte unter den Militärbefehlshaber in Frankreich. Ab 31. Oktober 1941 war die Dienststelle dann bei der Heeresgruppe Mitte und ging dann ab 20. August 1942 zur Heeresgruppe A. Ab 8. April 1943 war sie dann wieder bei der Heeresgruppe Mitte unter dem Kommandanten der Kriegsgefangenen im Operationsgebiet III, dem ehemaligen Kriegsgefangenen-Bezirks-Kommandant J. 1945 war die Dienststelle dann in Berlin.

## Kriegsgefangenen-Bezirks-Kommandant Q
Der Kriegsgefangenen-Bezirks-Kommandant Q wurde am 1. Oktober 1941 durch den Wehrkreis III aufgestellt. Die Unterstellung erfolgte unter den Wehrmachtsbefehlshaber Ostland.
Am 19. Januar 1944 wurde die Dienststelle durch die Heeresgruppe C aufgelöst.

## Kriegsgefangenen-Bezirks-Kommandant R
Der Kriegsgefangenen-Bezirks-Kommandant R wurde am 16. August 1941 durch den Wehrkreis IV aufgestellt. Die Unterstellung erfolgte unter den Wehrmachtsbefehlshaber Ukraine. Ab dem 11. Dezember 1943 war sie im Wehrkreis VI, ging dann ab 30. September 1944 zum Wehrmachtsbefehlshaber Niederland und kam dann zur Auflösung ab 24. November 1944 nach Lüdingshausen.
Am 10. Dezember 1944 wurde die Dienststelle aufgelöst.

## Kriegsgefangenen-Bezirks-Kommandant S
Am 30. September 1941 wurde der Kriegsgefangenen-Bezirks-Kommandant S im Wehrkreis VI aufgestellt. Die Unterstellung erfolgte unter den Wehrmachtsbefehlshaber Ukraine, wobei 1943 die Unterstellung unter den Wehrkreis VIII wechselte. Am 31. März 1944 wurde die Dienststelle erstmalig aufgelöst.
Kurz vor Kriegsende wurde der Kriegsgefangenen-Bezirks-Kommandant S zum 27. Dezember 1944 ein zweites Mal aufgestellt. Dies erfolgte durch die Umgliederung der Kommandotruppen Oflag VI D.
Kriegsgefangenen-Bezirks-Kommandant S war von Juni 1942 bis 1944 der Oberst Otto Marschall, welcher vormals Kriegsgefangenen-Bezirks-Kommandant J gewesen war.

## Kriegsgefangenen-Bezirks-Kommandant T
Am 25. September 1941 wurde der Kriegsgefangenen-Bezirks-Kommandant T im Wehrkreis X aufgestellt und wurde in der Folge als Heerestruppenteil eingesetzt. Mit dem 2. September 1943 wurde die Dienststelle in Minsk aufgelöst.

## Kriegsgefangenen-Bezirks-Kommandant V
Am 7. Oktober 1941 wurde der Kriegsgefangenen-Bezirks-Kommandant V, gemeinsam mit dem Kriegsgefangenen-Bezirks-Kommandant W und Kriegsgefangenen-Bezirks-Kommandant X, im Wehrkreis III durch den Oflag III B (Crossen) aufgestellt. Am 26. August 1944 wurde die Dienststelle aufgelöst.

## Kriegsgefangenen-Bezirks-Kommandant W
Am 7. Oktober 1941 wurde der Kriegsgefangenen-Bezirks-Kommandant W, gemeinsam mit dem Kriegsgefangenen-Bezirks-Kommandant V und Kriegsgefangenen-Bezirks-Kommandant X, im Wehrkreis III durch den Oflag III B (Crossen) aufgestellt. Am 19. November 1943 wurde die Dienststelle, wie auch die des Kriegsgefangenen-Bezirks-Kommandant X, aufgelöst.

## Kriegsgefangenen-Bezirks-Kommandant X
Am 7. Oktober 1941 wurde der Kriegsgefangenen-Bezirks-Kommandant X, gemeinsam mit dem Kriegsgefangenen-Bezirks-Kommandant V und Kriegsgefangenen-Bezirks-Kommandant W, im Wehrkreis III aufgestellt. Die Unterstellung erfolgte zu Ende Oktober 1941 unter den Wehrmachtsbefehlshaber Ukraine. 1943 stand die Dienststelle in Wosnessensk. Am 19. November 1943 wurde die Dienststelle, wie auch die des Kriegsgefangenen-Bezirks-Kommandant W, aufgelöst.

## Kriegsgefangenen-Bezirks-Kommandant Y
Am 1. Juni 1942 wurde der Kriegsgefangenen-Bezirks-Kommandant Y durch den Militärbefehlshaber im Generalgouvernement aufgestellt. Die Unterstellung erfolgte unter dem Kommandeur der Kriegsgefangenen z. b. V. im Generalgouvernement. Am 15. September 1944 wurde die Dienststelle aufgelöst.

## Kriegsgefangenen-Bezirks-Kommandant Z
Am 14. August 1943 wurde der Kriegsgefangenen-Bezirks-Kommandant Z als Personaleinheit durch den Wehrkreis Generalgouvernement aufgestellt. Die Unterstellung erfolgte unter den Heeresgruppe F (Belgrad). Am 11. Oktober 1943 wurde die Dienststelle wieder aufgelöst.